# Noasauridae
Famille
Les Noasauridae sont une famille fossile de dinosaures théropodes qui vivaient au Crétacé (de 145,5 ± 4 à 65,5 ± 0,3 Ma). Ils étaient généralement de petites tailles et leur morphologie est très similaire aux Abelisauridae.

## Liste des genres et espèce
Selon Paleobiology Database (4 janvier 2016) :
- Austrocheirus
- Compsosuchus
- Dahalokely
- Genusaurus
- Jubbulpuria
- Laevisuchus
- Ligabueino
- Masiakasaurus
- Noasaurus
- Ornithomimoides barasimlensis
- Velocisaurus.

## Classification
Cladogramme basé sur l'analyse phylogénétique menée par Carrano et al. en 2002 :
| Noasauridae | \| \| Laevisuchus \| \| \| \| \| \| Noasaurus \| \| \| \| \| \| Masiakasaurus \| \| \| \| |
|             | \| \| Laevisuchus \| \| \| \| \| \| Noasaurus \| \| \| \| \| \| Masiakasaurus \| \| \| \| |
|             | Genusaurus                                                                                |
|             |                                                                                           |
|             | Abelisauridae                                                                             |
|             |                                                                                           |
|             | Laevisuchus                                                                               |
|             |                                                                                           |
|             | Noasaurus                                                                                 |
|             |                                                                                           |
|             | Masiakasaurus                                                                             |
|             |                                                                                           |

|  | Laevisuchus   |
|  |               |
|  | Noasaurus     |
|  |               |
|  | Masiakasaurus |
|  |               |

Remarquer qu'actuellement le genre Genusaurus est placé dans la famille des Noasauridae.